# マツダ・MZRエンジン
マツダ・MZRエンジンは、マツダによって製造されていた直列4気筒ガソリンエンジンおよびディーゼルエンジンのブランド名。「MZR」は「MaZda Responsive」を意味する。ガソリンエンジンのZ型エンジンとL型エンジン、ディーゼルエンジンのR型エンジン（MZR-CD）が含まれる。

## 概要
開発当時マツダと資本提携していたフォードの受託により開発されたエンジンであり、中でもL型エンジンはフォード・デュラテックエンジンのひとつとしても扱われ、フォード車にも搭載されていた。
ガソリンエンジンのZ型（1.3L・1.5L・1.6L）とL型（1.8L・2.0L・2.3L・2.5L）はオールアルミエンジンであり、ディーゼルエンジンのR型（2.0L・2.2L）はマツダ・R型エンジンとほぼ同じ鋳鉄シリンダーブロックにアルミ製シリンダーヘッドを組み合わせている。なお、全タイプがDOHCである。
2002年1月にL型エンジンの生産が開始され、同年8月にはZ型エンジンが2代目デミオに搭載されてデビューした。2003年12月には、R型エンジンが4代目ボンゴのマイナーチェンジで搭載され日本国内デビューした。現在は、後継となるマツダ・SKYACTIV-Gエンジンに切り替わっており、生産を終了している。

## 種別

### L型エンジン
- 製造期間：2002年 - 2018年
- 排気量：1.8L・2.0L・2.3L・2.5L
- 搭載車種：アクセラ、プレマシー、ビアンテ、MPV、ロードスター、CX-7、アテンザ、ボンゴ、日産・ラフェスタハイウェイスター、日産・バネット、三菱・デリカ

F型エンジンの後継。フォードではデュラテックエンジンのひとつとして扱われ、フォーカスやレンジャー、フュージョン、エスケープなどに搭載された。2.3L直噴ターボのL3-VDTは、2007年のテン・ベスト・エンジンに選ばれている。

### Z型エンジン
- 製造期間：2002年 - 2016年
- 排気量：1.3L・1.5L・1.6L
- 搭載車種：デミオ、ベリーサ、アクセラ

B型エンジンの後継。「Z#」の型式を与えられたエンジンは1995年発表のZ5-DEが最初であるが、MZRエンジンとして開発されたのは2002年発表のZJ-VE/ZY-VEが初めてである。コンパクトカーへの搭載を考慮し、インテークマニホールド・エアクリーナー・ECUなどを一体化したモジュール設計としたことや、4-1エキゾーストマニホールド、可変バルブタイミング機構（S-VT）を採用したことが特徴。

### R型エンジン
- 製造期間：2002年 - 2010年
- 排気量：2.0L・2.2L
- 搭載車種：ボンゴ、日産・バネット、三菱・デリカ

「R#」と名の付くディーゼルエンジンは1980年代から存在していたが、MZRエンジンの開発にあたり新たにコモンレールディーゼルターボに改良されて登場した。コモンレールに加えクールドEGRやDPFを採用することで、自動車NOx・PM法に適合する。

## その他
アドヴァンスド・エンジン・リサーチが製作したレース用エンジンであるMZR-Rは、マツダと共同開発したものであり、2LのL型エンジンの設計をベースとしている。